# Yvonne Gaudeau
Yvonne Gaudeau est une actrice et écrivain française, sociétaire honoraire de la Comédie-Française, née le 22 juin 1921 à Saint-Nicolas-de-Redon (Loire-Inférieure) et morte le 1er juin 1991 au Kremlin-Bicêtre (Val-de-Marne).

## Biographie
Entrée à la Comédie-Française en 1946, elle en devient sociétaire dès 1950, elle y a interprété remarquablement les grandes bourgeoises du répertoire mais a su aborder avec un même bonheur tous les répertoires. Elle est, en 1985, la première femme admise au titre de Doyen de la Maison de Molière.
Au cinéma, elle a incarné Aurore de Nevers dans Le Bossu (1944), Louise de Marillac dans Monsieur Vincent (1947). Elle retrouve son emploi de prédilection dans Le Corps de mon ennemi (1976) et La Carapate (1978).
En 1985, elle marque l'histoire du théâtre en devenant la première femme Doyen de la Maison de Molière, fonction jusqu'alors réservée aux hommes. Sa notoriété a été également accrue par l'émission télévisée Au théâtre ce soir, où elle joua notamment dans les pièces de Georges Feydeau.
Elle meurt des suites d'un cancer en 1991.
Son premier mari est l'auteur vietnamien Phạm Văn Ký ; son second mari est le peintre Pierre Roussel.

## Décorations[3]
- Chevalier de la Légion d'honneur
- Officier de l'ordre des Arts et des Lettres

## Théâtre

### Comédie-Française
- Entrée à la Comédie-Française en 1946
- Sociétaire de 1950 à 1986
- Doyen de 1985 à 1986
- Sociétaire honoraire le 1er janvier 1987
- 416e sociétaire

### Hors Comédie-Française
- Au théâtre ce soir :
- 1968 : Le Dindon de Georges Feydeau, mise en scène Jean Meyer, réalisation Pierre Sabbagh, Théâtre Marigny (spectacle de la Comédie-Française) - Maggy
- 1969 : La Courte Paille de Jean Meyer, mise en scène Jacques-Henri Duval, réalisation Pierre Sabbagh, Théâtre Marigny - Édith
- 1975 : Chat en poche de Georges Feydeau, mise en scène Jean-Laurent Cochet, réalisation Pierre Sabbagh, Théâtre Édouard VII - Amandine
- 1976 : La Charrette anglaise de Georges Berr et Louis Verneuil, mise en scène Jean-Laurent Cochet, réalisation Pierre Sabbagh, Théâtre Édouard VII - Madame Gondrecourt
- 1977 : Monsieur chasse ! de Georges Feydeau, mise en scène Alain Feydeau, réalisation Pierre Sabbagh, Théâtre Marigny - Madame Latour

## Filmographie

### Cinéma
- 1944 : Le Bossu de Jean Delannoy - Aurore de Caylus et Claire de Nevers
- 1945 : Peloton d'exécution d'André Berthomieu - Françoise Villard
- 1947 : Monsieur Vincent de Maurice Cloche - Louise de Marillac
- 1948 : Les souvenirs ne sont pas à vendre de Robert Hennion - Madeleine
- 1959 : Le Mariage de Figaro de Jean Meyer - la comtesse
- 1976 : Folies bourgeoises de Claude Chabrol - la mère de Claire
- 1976 : Le Corps de mon ennemi d'Henri Verneuil - Madame Beaumont-Liégard
- 1978 : La Carapate de Gérard Oury - Gisèle Panivaux
- 1982 : Tête à claques de Francis Perrin - la grand-mère

### Télévision
- 1972 : Les Femmes savantes de Molière, réalisation Jean Vernier - Bélise
- 1972 : La Station Champbaudet d’Eugène Labiche et Marc-Michel, réalisation Georges Folgoas (Comédie-Française) - Mme Champbaudet
- 1976 : La Poudre aux yeux d’Eugène Labiche et Édouard Martin, réalisation Agnès Delarive - Madame Ratinois
- 1976 : La Commère de Marivaux, réalisation Nat Lilienstein - Mademoiselle Habert
- 1978 : Un ours pas comme les autres de Nina Companeez - la mère d’Amada
- 1979 : Les Acteurs de bonne foi de Marivaux, réalisation François Chatel - Mme Amelin
- 1979 : Le Triomphe de l'amour de Marivaux, réalisation Édouard Logereau, (Comédie-Française) - Léontine
- 1979 : Mon ami Gaylord de Pierre Goutas - Mme de Montouliers
- 1980 : L'Œuf de Félicien Marceau, réalisation Yves-André Hubert - Mlle Duvant/Mlle Berthoullet
- 1980 : Petit déjeuner compris - Feuilleton en 6 épisodes de 52 min - de Michel Berny
- 1981 : Un chien de saison de Bernard-Roland - Mme Vallabrègues
- 1981 : Le Bourgeois gentilhomme de Molière, réalisation Pierre Badel - Madame Jourdain
- 1981 : La Vie des autres : L'Ascension de Catherine Sarrazin de Jean-Pierre Prévost - Marianne
- 1982 : Emmenez-moi au théâtre : Le Voyage de monsieur Perrichon d'Eugène Labiche et Édouard Martin, réalisation Pierre Badel - Mme Perrichon

## Publications littéraires
- Méfiez-vous de vos rêves, Éditions Bordas/Lambda Barre - 1988. Version audio : http://www.litteratureaudio.com/livre-audio-gratuit-mp3/gaudeau-yvonne-mefiez-vous-de-vos-reves.html (lu par Christine Treille)
- Les Contes du Manoir rose. Version audio : http://www.litteratureaudio.com/livre-audio-gratuit-mp3/gaudeau-yvonne-les-contes-du-manoir-rose.html (lu par Pauline Pucciano)
- Le merveilleux et difficile métier de Comédien. Version audio : https://archive.org/details/le_merveilleux_et_difficile_metier_de_comedien_202502 (lu par Françoise Levesque)